# Боксування
Боксува́ння — термін, що застосовується на залізничному транспорті для характеризування явища прослизання колісних пар (локомотива або моторвагонного рухомого складу) відносно поверхні рейок, при якому поверхня кочення колісної пари має вищу лінійну швидкість, ніж поверхня рейки, по якій колісна пара котиться. Після зриву в боксування коефіцієнт тертя між колесом і рейкою різко зменшується, і самовільно буксування вже не може припинитися. Тривале боксування яке не припиняється називається рознесним боксува́нням.
Протилежним боксуванню є юз — заклинювання коліс при гальмуванні транспортних засобів.

## Походження терміна
Сучасні словники повідомляють про походження слова від нім. Buchse, «букса».

## Причини і умови виникнення боксування
Боксування виникає на локомотиві або моторному вагоні внаслідок перевищення колісною парою сили тяги, сили зчеплення колеса з рейкою. Виникненню і розвитку явища боксування сприяють:
- зволоження поверхні рейки під час слабкого дощу (сильний дощ, навпаки, сприяє очищенню головки рейки і підвищує зчеплення);
- забруднення поверхні рейки або поверхні кочення бандажу колісної пари мастильними рідинами (мастила, змазки);
- розвантаження осі через неправильне її навантаження;
- розвантаження першої осі в кожному візку через крутний момент який виникає при реалізації тягового зусилля;
- наявність на колісній парі великого прокату, що як наслідок зменшує пляму контакту колеса і рейки;
- знаходження тягового рухомого складу в кривій малого радіуса (при цьому неодмінно виникає прослизання, оскільки колесо що йде зовнішньою ниткою рейкової колії проходить більший шлях, ніж колесо яке йде по внутрішній нитці).

## Методи запобігання і припинення боксування
Для запобігання використовуються системи, які довантажують першу по ходу руху колісну пару кожного візка, а також використовують системи які аналізують різницю струму на двигунах кожного візка.
Для припинення боксування використовують наступні методи:
- подають в зону контакту колеса і рейки пісок;
- зменшують силу тяги, яка реалізується тяговим двигуном;
- зменшують кутову швидкість обертання колісної пари, шляхом застосування прямодіючого гальма локомотива.

Останній з методів заборонений Правилами технічної експлуатації, оскільки при його застосуванні прогрівається бандаж колісної пари. Це може призвести до його провороту.